# Discographie de Jethro Tull
Cet article présente la discographie du groupe de rock britannique Jethro Tull. Elle est composée à ce jour de vingt trois albums studios, neuf albums en concert, quinze compilations, trente trois singles et quatre Ep.

## Présentation
Jethro Tull se forme en novembre 1967 à Blackpool dans le nord-ouest de l' Angleterre. Le groupe se compose alors du chanteur, flûtiste et guitariste Ian Anderson, du guitariste Mick Abrahams, du bassiste Glenn Cornick et du batteur Clive Bunker. Le groupe joue alors un rock teinté de blues et de folk-rock. Le premier single Blues for the 18th/ Aeroplane est enregistré le 22 octobre 1967 dans les studios EMI de Londres et passa inaperçu. Un second single Sunshine Day / Aeroplane sortit le 16 sous le nom de Jethro Toe avant que le groupe signe avec Island Records et sorte son premier album le 4. Ce dernier est le seul album avec Mick Abrahams et le seul où figure une chanson qui n'est pas chantée par Ian Anderson, en l'occurrence Move On Alone, chantée par Abrahams. Ce dernier quitte  le groupe après la sortie de l'album à la suite de divergences musicales avec Anderson.
Après avoir testé de nouveaux guitaristes, le choix se porte sur Martin Barre et le groupe entre en studio pour enregistrer Stand Up qui sortira le 25. À partir de cet album, Ian Anderson impose la vision de la musique qu'il souhaite pour Jethro Tull et devient presque l'unique auteur-compositeur du groupe. Le groupe sort un nouvel album tous les ans jusqu'en 1980, puis plus espacés, cinq dans les années 1980, trois dans les années 1990 et le dernier à ce jour The Jethro Tull Christmas Album en 2003. Ian Anderson est l'unique musicien à jouer sur tous les albums du groupe. Sauf sur le premier, Martin Barre l'accompagne sur tous les autres.
Aqualung (1971) est certainement l'album du groupe qui a le plus de succès commercial (triple disque de platine aux États-Unis, disque d'or en Allemagne et au Royaume-Uni), mais le deuxième album Stand Up est le seul à se classer à la première place des charts britanniques et Thick as a Brick (1972) se classe à la première place du Billboard 200 américain ainsi qu'en Australie et au Canada. A Passion Play (1973) culmine aussi tout en haut des  classements musicaux des États-Unis et du Canada. Crest of a Knave est le dernier album du groupe à obtenir un disque d'or aux États-Unis et se verra décerner le Grammy Award de la meilleure performance hard rock/ metal ce qui surprendra énormément le monde de la musique, Jethro Tull ne pouvant que peu être assimilé au hard rock et au heavy metal.
RökFlöte, le dernier album en date, sort le 21 avril 2023.

## Albums
Un astérisque (*) désigne les albums remasterisés avec titres bonus.

### Albums studio
| Album                                                                                    | Charts | Charts | Charts | Charts | Charts | Charts | Charts | Charts | Charts | Charts | Charts | Charts | Charts | Charts | Charts | Charts | Certifications             |
| Album                                                                                    | UK     | ALL    | AUS    | AUT    | (V)    | (W)    | CAN    | ESP    | FRA    | ITA    | NOR    | N-Z    | P-B    | SWE    | SUI    | USA    | Certifications             |
| ---------------------------------------------------------------------------------------- | ------ | ------ | ------ | ------ | ------ | ------ | ------ | ------ | ------ | ------ | ------ | ------ | ------ | ------ | ------ | ------ | -------------------------- |
| This Was * - Sortie: 25 octobre 1968 - Label: Island                                     | 10     | 28     | —      | —      | 152    | —      | —      | 78     | —      | —      | —      | —      | —      | —      | —      | 62     | —                          |
| Stand Up * - Sortie: 1er août 1969 - Label: Island                                       | 1      | 5      | —      | —      | 193    | 195    | 20     | —      | —      | 92     | 5      | —      | 2      | —      | —      | 20     | Argent · Or                |
| Benefit * - Sortie: 20 avril 1970 - Label: Island                                        | 3      | 5      | 4      | —      | —      | —      | 22     | —      | —      | 18     | —      | —      | 6      | —      | —      | 11     | Or                         |
| Aqualung * - Sortie: 19 mars 1971 - Label: Chrysalis                                     | 4      | 5      | 3      | 60     | —      | —      | 5      | 89     | 122    | 2      | 3      | —      | 82     | —      | —      | 7      | Or · Or · Or · 3 × Platine |
| Thick as a Brick * - Sortie: 3 mars 1972 - Label: Chrysalis                              | 5      | 2      | 1      | —      | —      | 132    | 1      | —      | —      | 2      | 3      | —      | 3      | —      | —      | 1      | Or                         |
| A Passion Play * - Sortie: 13 juillet 1973 - Label: Chrysalis                            | 16     | 5      | 9      | 4      | —      | —      | 1      | —      | —      | 5      | 5      | —      | 82     | —      | —      | 1      | Argent · Or                |
| War Child * - Sortie: 14 octobre 1974 - Label: Chrysalis                                 | 14     | 27     | —      | —      | —      | —      | 3      | —      | 15     | 7      | 8      | —      | —      | —      | —      | 2      | · Or                       |
| Minstrel in the Gallery * - Sortie: 5 septembre 1975 - Label: Chrysalis                  | 20     | 14     | —      | 7      | —      | —      | 45     | 58     | 15     | 20     | 13     | 23     | 88     | 50     | —      | 7      | Argent · Or                |
| Too Old to Rock 'n' Roll: Too Young to Die! * - Sortie: 23 avril 1976 - Label: Chrysalis | 25     | 26     | —      | 10     | —      | —      | 46     | —      | —      | —      | 10     | 28     | —      | 27     | —      | 14     | —                          |
| Songs from the Wood * - Sortie: 4 février 1977 - Label: Chrysalis                        | 13     | 10     | —      | 23     | 86     | —      | 9      | 34     | —      | 21     | 8      | —      | 20     | 22     | 45     | 8      | Argent · Or · Or           |
| Heavy Horses * - Sortie: 10 avril 1978 - Label: Chrysalis                                | 20     | 4      | —      | 18     | 181    | —      | 14     | —      | 20     | —      | 13     | 34     | 85     | 27     | 30     | 19     | Argent · Or · Or           |
| Stormwatch * - Sortie: 14 septembre 1979 - Label: Chrysalis                              | 27     | 8      | —      | 46     | 121    | 160    | 18     | 26     | 187    | —      | 15     | 27     | 92     | —      | 42     | 22     | Or · Or                    |
| A * - Sortie: 29 août 1980 - Label: Chrysalis                                            | 25     | 11     | —      | 10     | 91     | 65     | 48     | 56     | —      | —      | 9      | —      | 60     | —      | 18     | 30     | —                          |
| Broadsword and the Beast * - Sortie: 10 avril 1982 - Label: Chrysalis                    | 27     | 14     | —      | 18     | —      | —      | 10     | —      | 24     | —      | 14     | 50     | —      | —      | —      | 19     | Argent                     |
| Under Wraps - Sortie: 7 septembre 1984 - Label: Chrysalis                                | 18     | 15     | —      | —      | —      | —      | —      | —      | —      | —      | —      | —      | —      | 43     | 9      | 76     | —                          |
| Crest of a Knave - Sortie: 11 septembre 1987 - Label: Chrysalis                          | 19     | 10     | —      | 19     | —      | —      | 39     | —      | —      | —      | —      | —      | —      | 40     | 7      | 32     | Or · Or · Or               |
| Rock Island - Sortie: 21 août 1989 - Label: Chrysalis                                    | 18     | 5      | —      | 20     | —      | —      | 84     | —      | —      | —      | 14     | —      | 85     | 35     | 7      | 56     | Argent                     |
| Catfish Rising - Sortie: 10 septembre 1991 - Label: Chrysalis                            | 27     | 21     | —      | 36     | —      | —      | —      | —      | —      | —      | 12     | —      | —      | 48     | 12     | 88     | —                          |
| Roots to Branches - Sortie: 4 septembre 1995 - Label: Chrysalis                          | 20     | 55     | —      | —      | —      | —      | —      | —      | —      | —      | 27     | —      | —      | 21     | 27     | 114    | —                          |
| J-Tull Dot Com - Sortie: 23 août 1999 - Label: Fuel 2000                                 | 44     | 15     | —      | —      | —      | —      | —      | —      | —      | —      | —      | —      | —      | —      | 50     | 161    | —                          |
| The Jethro Tull Christmas Album - Sortie: 30 septembre 2003 - Label: Fuel 2000           | —      | 51     | —      | —      | —      | —      | —      | —      | —      | —      | —      | —      | —      | —      | —      | —      | —                          |
| The Zealot Gene - Sortie: 28 janvier 2022 - Label: Inside Out Music                      |        |        |        |        |        |        |        |        |        |        |        |        |        |        |        |        |                            |
| RökFlöt - Sortie: 21 avril 2023 - Label: Inside Out Music                                |        |        |        |        |        |        |        |        |        |        |        |        |        |        |        |        |                            |
| Curious Ruminant - Sortie: 7 mars 2025 - Label: Inside Out Music                         |        |        |        |        |        |        |        |        |        |        |        |        |        |        |        |        |                            |
| "—" indique que l'album n'entra pas dans les classements musicaux de ces pays.           |        |        |        |        |        |        |        |        |        |        |        |        |        |        |        |        |                            |

### Albums en concert
| Live: Bursting Out - Sortie: 22 septembre 1978 - Label: Chrysalis                                | 17 | 16 | 16 | 24 | —  | 20 | 19 | —  | 21  | Argent · Or · Or |
| Live at Hammersmith '84 - Sortie: 10 décembre 1990 - Label: Raw Fruit                            | —  | —  | —  | —  | —  | —  | —  | —  | —   | —                |
| A Little Light Music - Sortie: 14 septembre 1992 - Label: Chrysalis                              | 34 | —  | —  | —  | —  | —  | —  | 22 | 150 | —                |
| Living with the Past - Sortie: 30 avril 2002 - Label: Eagle Records                              | —  | 75 | —  | —  | —  | —  | —  | —  | —   | —                |
| Nothing Is Easy: Live at the Isle of Wight 1970 - Sortie: 2 novembre 2004 - Label: Eagle Records | —  | —  | —  | —  | —  | —  | —  | —  | —   | —                |
| Aqualung Live - Sortie: 20 septembre 2005 - Label: RandM Records / Fuel 2000                     | —  | 78 | —  | —  | —  | —  | —  | —  | —   | —                |
| Live at Montreux 2003 - Sortie: 20 août 2007 - Label: Eagle Records - Format : CD + DVD          | —  | 38 | —  | —  | 87 | —  | —  | —  | —   | —                |
| Live at Madison Square Garden 1978 - Sortie: 21 novembre 2009 - Label: EMI / Chrysalis           | —  | —  | —  | —  | —  | —  | —  | —  | —   | —                |
| Live at Carnegie Hall 1970 - Sortie: 18 avril 2015 - Label: Chrysalis                            | —  | —  | —  | —  | —  | —  | —  | —  | —   | —                |
| "—" indique que l'album n'entra pas dans les classements musicaux de ces pays.                   |    |    |    |    |    |    |    |    |     |                  |

### Principales compilations
| Living in the Past - Sortie: 23 juin 1972 - Label: Chrysalis Records                           | 8  | 8  | 2 | —  | —   | 4  | 5  | —  | —  | 3  | Or                |
| M.U. – The Best of Jethro Tull - Sortie: 1er janvier 1976 - Label: Chrysalis                   | 44 | —  | — | —  | —   | —  | —  | 24 | —  | 13 | Or · Or · Platine |
| Repeat – The Best of Jethro Tull – Vol II - Sortie: 9 septembre 1977 - Label: Chrysalis        | —  | —  | — | —  | —   | —  | —  | —  | —  | 94 | —                 |
| Original Masters - Sortie: 13 novembre 1985 - Label: Chrysalis                                 | 63 | —  | — | —  | —   | —  | —  | —  | —  | —  | Argent · Platine  |
| 20 Years of Jethro Tull - Sortie: 27 juin 1988 - Label: Chrysalis - Format: Box set 5 CD       | 78 | —  | — | —  | —   | —  | —  | —  | —  | 97 | —                 |
| 20 Years of Jethro Tull: Highlights - Sortie: 10 octobre 1988 - Label: Chrysalis               | —  | —  | — | —  | —   | —  | —  | —  | —  | —  | —                 |
| 25th Anniversary Box set - Sortie: 1er avril 1993 - Label: Chrysalis - Format: Box set 4 CD    | —  | 44 | — | —  | —   | —  | —  | —  | —  | —  | —                 |
| The Best Of Jethro Tull - The Anniversary Collection - Sortie: 1er mai 1993 - Label: Chrysalis | —  | —  | — | —  | —   | —  | —  | —  | —  | —  | —                 |
| Nightcap - Sortie: 22 novembre 1993 - Label: Chrysalis                                         | —  | —  | — | —  | —   | —  | —  | —  | —  | —  | —                 |
| The Very Best Of Jethro Tull - Sortie: 14 mai 2001 - Label: Chrysalis                          | —  | 65 | — | —  | —   | 47 | 13 | —  | 99 | —  | Or                |
| Living with the Past - Sortie: 20 octobre 2003 - Label: Eagle Records - Format: CD + DVD       | —  | —  | — | —  | —   | —  | —  | —  | —  | —  | —                 |
| The Best of Acoustic Jethro Tull - Sortie: 12 mars 2007 - Label: EMI                           | —  | —  | — | —  | —   | —  | —  | —  | —  | —  | —                 |
| Essential Jethro Tull - Sortie: 12 septembre 2011 - Label: Chrysalis                           | —  | —  | — | —  | —   | —  | —  | —  | —  | —  | —                 |
| 50 for 50 - Sortie: 1er juin 2018 - Label: Chrysalis / Parlophone                              | 73 | 48 | — | 73 | 153 | 80 | —  | —  | 65 | —  | —                 |
| 50th Anniversary Collection - Sortie: 1er juin 2018 - Label: Chrysalis / Parlophone            | —  | —  | — | —  | —   | —  | —  | —  | —  | —  | —                 |
| "—" indique que l'album n'entra pas dans les classements musicaux de ces pays.                 |    |    |   |    |     |    |    |    |    |    |                   |

## Maxis (EP)
| Album                                                                                            | Charts | Charts |
| Album                                                                                            | UK     | ALL    |
| ------------------------------------------------------------------------------------------------ | ------ | ------ |
| Life Is a Long Song - Sortie: 3 septembre 1971 - Label: Chrysalis                                | 10     | 41     |
| Ring Out Solstice Bells * - Sortie: 26 novembre 1976 - Label: Chrysalis                          | 28     | —      |
| Home - Sortie: 1er novembre 1979 - Label: Chrysalis                                              | —      | —      |
| Part of the Machine - Sortie: 1988 - Label: Chrysalis                                            | —      | —      |
| Merry Christmas from Ian Anderson and Jethro Tull - Sortie: décembre 2014 - Label: Randm Records | 78     | —      |

## Singles
| Année | Titre                                                                 | Position dans les chartes | Position dans les chartes | Position dans les chartes | Position dans les chartes | Position dans les chartes | Position dans les chartes | Position dans les chartes | Position dans les chartes | Position dans les chartes | Position dans les chartes | Album                                                             |
| Année | Titre                                                                 | UK                        | ALL                       | AUT                       | BEL (W)                   | CAN                       | FRA                       | ITA                       | P-B                       | US hot 100                | US Main.                  | Album                                                             |
| ----- | --------------------------------------------------------------------- | ------------------------- | ------------------------- | ------------------------- | ------------------------- | ------------------------- | ------------------------- | ------------------------- | ------------------------- | ------------------------- | ------------------------- | ----------------------------------------------------------------- |
| 1968  | Sunshine Day - Face B: Aeroplane                                      | —                         | —                         | —                         | —                         | —                         | —                         | —                         | —                         | —                         | —                         | Non-album single                                                  |
| 1968  | A Song for Jeffrey - Face B: One for John Gee                         | —                         | —                         | —                         | —                         | —                         | 78                        | —                         | —                         | —                         | —                         | This Was                                                          |
| 1968  | Love Story - Face B: A Christmas Song                                 | 29                        | —                         | —                         | —                         | —                         | —                         | —                         | —                         | —                         | —                         | Non-album single                                                  |
| 1969  | Living in the Past - Face B: Driving Song                             | 3                         | —                         | —                         | —                         | 16                        | 41                        | —                         | —                         | —                         | —                         | Non-album single                                                  |
| 1969  | Sweet Dream - Face B: 17                                              | 7                         | 14                        | 13                        | 37                        | —                         | 49                        | —                         | —                         | —                         | —                         | Non-album single                                                  |
| 1970  | Bourée - Face B: Fat Man                                              | —                         | 37                        | —                         | 20                        | —                         | 5                         | —                         | 5                         | —                         | —                         | Stand Up                                                          |
| 1970  | The Witch's Promise - Face B: Teacher                                 | 4                         | 28                        | —                         | 46                        | —                         | 59                        | —                         | 23                        | —                         | —                         | Non-album single                                                  |
| 1970  | Inside - Face B: Alive And Well And Living In                         | —                         | —                         | —                         | —                         | —                         | —                         | —                         | —                         | —                         | —                         | Benefit                                                           |
| 1971  | Locomotive Breath - Face B: Wind Up                                   | —                         | —                         | —                         | —                         | 85                        | 29                        | —                         | —                         | 62                        | —                         | Aqualung                                                          |
| 1971  | Hymn 43 - Face B: Mother Goose                                        | —                         | —                         | —                         | —                         | 86                        | —                         | —                         | —                         | 91                        | —                         | Aqualung                                                          |
| 1971  | Aqualung - Face B: Hymn 43                                            | —                         | —                         | —                         | —                         | —                         | —                         | 29                        | —                         | —                         | —                         | Aqualung                                                          |
| 1972  | Thick as a Brick (part I) - Face B: Thick as a Brick (part II)        | —                         | —                         | —                         | 44                        | —                         | 26                        | —                         | —                         | —                         | —                         | Thick as a Brick                                                  |
| 1972  | Living in the Past - Face B: A Christmas Song - Réédition 1972        | —                         | —                         | —                         | 25                        | —                         | —                         | —                         | —                         | 11                        | —                         | Living in the Past                                                |
| 1973  | A Passion Play (Edit #8) - Face B: A Passion Play (Edit #9)           | —                         | 50                        | —                         | —                         | —                         | —                         | —                         | —                         | 80                        | —                         | A Passion Play                                                    |
| 1973  | A Passion Play (Edit #6) - Face B: A Passion Play (Edit #10)          | —                         | —                         | —                         | —                         | —                         | —                         | —                         | —                         | —                         | —                         | A Passion Play                                                    |
| 1974  | Bungle in the Jungle - Face B: Back Door Angels                       | —                         | —                         | —                         | —                         | 4                         | —                         | —                         | —                         | 12                        | —                         | War Child                                                         |
| 1974  | Skating Away On The Thin Ice Of The New Day - Face B: Sea Lion        | —                         | —                         | —                         | —                         | —                         | —l                        | —                         | —                         | —                         | —                         | War Child                                                         |
| 1975  | Minstrel in the Gallery - Face B: Summerday Sands                     | —                         | —                         | —                         | —                         | —                         | —                         | 32                        | —                         | 79                        | —                         | Minstrel in the Gallery                                           |
| 1976  | Living in the Past - Face B: Requiem - Réédition 1976                 | —                         | —                         | —                         | —                         | —                         | —                         | —                         | —                         | —                         | —                         | M.U. – The Best of Jethro Tull                                    |
| 1976  | Too Old to Rock 'n' Roll: Too Young to Die! - Face B: Raibow Blues    | —                         | —                         | —                         | —                         | —                         | —                         | —                         | —                         | —                         | —                         | Too Old to Rock 'n' Roll: Too Young to Die!                       |
| 1977  | The Whistler - Face B: Strip Cartoon                                  | —                         | —                         | —                         | —                         | 71                        | —                         | —                         | —                         | 59                        | —                         | Songs from the Wood                                               |
| 1977  | Songs from the Wood - Face B: Jack in the Green                       | —                         | —                         | —                         | —                         | —                         | —                         | —                         | —                         | —                         | —                         | Songs from the Wood                                               |
| 1978  | Moths - Face B: Life Is a Long Song                                   | —                         | —                         | —                         | —                         | —                         | —                         | —                         | —                         | —                         | —                         | Heavy Horses                                                      |
| 1978  | A Stitch in Time - Face B: Sweet Dream                                | —                         | —                         | —                         | —                         | —                         | —                         | —                         | —                         | —                         | —                         | Non-album single                                                  |
| 1978  | Sweet Dream (live) - Face B: —                                        | —                         | —                         | —                         | —                         | —                         | —                         | —                         | —                         | —                         | —                         | Live: Bursting Out                                                |
| 1979  | North Oil Sea - Face B: Elegy                                         | —                         | —                         | —                         | —                         | —                         | —                         | —                         | —                         | —                         | —                         | Stormwatch                                                        |
| 1979  | Warm Sporran - Face B: Elegy                                          | —                         | —                         | —                         | —                         | —                         | —                         | —                         | —                         | —                         | —                         | Stormwatch                                                        |
| 1979  | Home - Face B: Warm Sporran                                           | —                         | —                         | —                         | —                         | —                         | —                         | —                         | —                         | —                         | —                         | Stormwatch                                                        |
| 1980  | Working John, Working Joe - Face B: Fylingdale Flyer                  | —                         | —                         | —                         | —                         | —                         | —                         | —                         | —                         | —                         | —                         | A                                                                 |
| 1982  | Broadsword - Face B: Watching Me Watching You                         | —                         | —                         | —                         | —                         | —                         | —                         | —                         | —                         | —                         | —                         | Broadsword and the Beast                                          |
| 1982  | Fallen On Hard Times - Face B: Broadsword                             | —                         | —                         | —                         | —                         | —                         | —                         | —                         | —                         | —                         | 20                        | Broadsword and the Beast                                          |
| 1982  | Pussy Willow - Face B: Beastie                                        | —                         | —                         | —                         | —                         | —                         | —                         | —                         | —                         | —                         | 50                        | Broadsword and the Beast                                          |
| 1984  | Lap of Luxury - Face B: '                                             | 70                        | —                         | —                         | —                         | —                         | —                         | —                         | —                         | —                         | 30                        | Under Wraps                                                       |
| 1986  | Coronach (avec David Palmer) - Face B: Jack Frost And The Hooded Crow | —                         | —                         | —                         | —                         | —                         | —                         | —                         | —                         | —                         | —                         | Thème principal de la série documentaire The Blood of the British |
| 1987  | Steel Monkey - Face B: The Waking Edge                                | 84                        | —                         | —                         | —                         | —                         | —                         | —                         | —                         | —                         | 10                        | Crest of a Knave                                                  |
| 1987  | Farm On the Freeway - Face B: - US Promo single                       | —                         | —                         | —                         | —                         | —                         | —                         | —                         | —                         | —                         | 7                         | Crest of a Knave                                                  |
| 1987  | Jump start - Face B: - US Promo single                                | —                         | —                         | —                         | —                         | —                         | —                         | —                         | —                         | —                         | 12                        | Crest of a Knave                                                  |
| 1988  | Said She Was a Dancer - Face B: Dogs In the Midwinter                 | 55                        | —                         | —                         | —                         | —                         | —                         | —                         | —                         | —                         | —                         | Crest of a Knave                                                  |
| 1989  | Kissing Willie - Face B: Heavy Water                                  | —                         | —                         | —                         | —                         | —                         | —                         | —                         | —                         | —                         | 6                         | Rock Island                                                       |
| 1989  | Another Christmas Song - Face B: Another Christmas Song (live)        | —                         | —                         | —                         | —                         | —                         | —                         | 27                        | —                         | —                         | —                         | Rock Island                                                       |
| 1991  | Still Loving You Tonight - Face B: Night In The Wilderness            | —                         | —                         | —                         | —                         | —                         | —                         | —                         | —                         | —                         | —                         | Catfish Rising                                                    |
| 1991  | This Is Not Love - Face B: Night In The Wilderness                    | —                         | —                         | —                         | —                         | —                         | —                         | —                         | —                         | —                         | 14                        | Catfish Rising                                                    |
| 1992  | Rocks On the Road - Face B: Jack-A-Lynn                               | 47                        | —                         | —                         | —                         | —                         | —                         | —                         | —                         | —                         | —                         | Catfish Rising                                                    |
| 1993  | Living In the Past (live) - Face B: Hard Liner                        | 32                        | —                         | —                         | —                         | —                         | —                         | —                         | —                         | —                         | —                         | A Little Light Music                                              |
| 1995  | Rare And Precious Chain - Face B: This Free Will                      | —                         | —                         | —                         | —                         | —                         | —                         | —                         | —                         | —                         | —                         | Roots to Branches                                                 |
| 1999  | Bends Like a Willow - Face B: Dot Com                                 | —                         | —                         | —                         | —                         | —                         | —                         | —                         | —                         | —                         | —                         | J-Tull Dot Com                                                    |
| 2000  | A Gift of Roses - Face B: Christmas Song                              | —                         | —                         | —                         | —                         | —                         | —                         | —                         | —                         | —                         | —                         | J-Tull Dot Com                                                    |